# Celestin
Celestin je moško osebno ime.

## Izvor imena
Ime Celestin izhaja iz latinskega imena Celestinus in se razlaga iz pridevnika cealestinus v pomenu »nebeški, nebesen, božanski, božji, odličen« 

## Izpeljanke imena
Celest, Celestino, Celesto, Čelestin, Čelestino,

## Tujejezikovne oblike imena
- pri Nemcih:Zölestinus, Cölestina, Zölestina
- pri Špancih in Italijanih: Celestino, Celestina
- pri Poljakih: Celestyn, Celestyna
- pri Rusih: Celestin, Celestina, Kolestina
- pri Čehih: Celestyn, Celda, Tynek, Celestyna, Cela, Celka, Celesta, Tyna

## Pogostost imena
Po podatkih Statističnega urada Republike Slovenije je bilo na dan 31. decembra 2007 v Sloveniji število moških oseb z imenom Celestin:24. Med vsemi moškimi imeni pa je ime Celestin po pogostosti uporabe uvrščeno na 1.241 mesto.

## Osebni praznik
V našem koledarju z izborom svetniških imen, udomačenih med Slovenci in njihovimi godovnimi dnevi po novem bogoslužnem koledarju je ime Celestin zapisano 3 krat. Pregled godovnih dni v katerih poleg Celestina  godujejo še Rajko in osebe katerih imena nastopajo kot različice navedenih imen.
- 6. april, Papež Celestin I. († 27. jul. 432)
- 2. maj, Celestin, mučenec
- 19. maj, Papež Celestin V. († 13. dec. 1294)

## Priimki nastali iz imena
Iz imena Celestin so nastali priimki Celestin, Celestina, Celestino.

## Znane osebe
Celestin Jelenc (slovenski odvetnik in politik)